# UVES

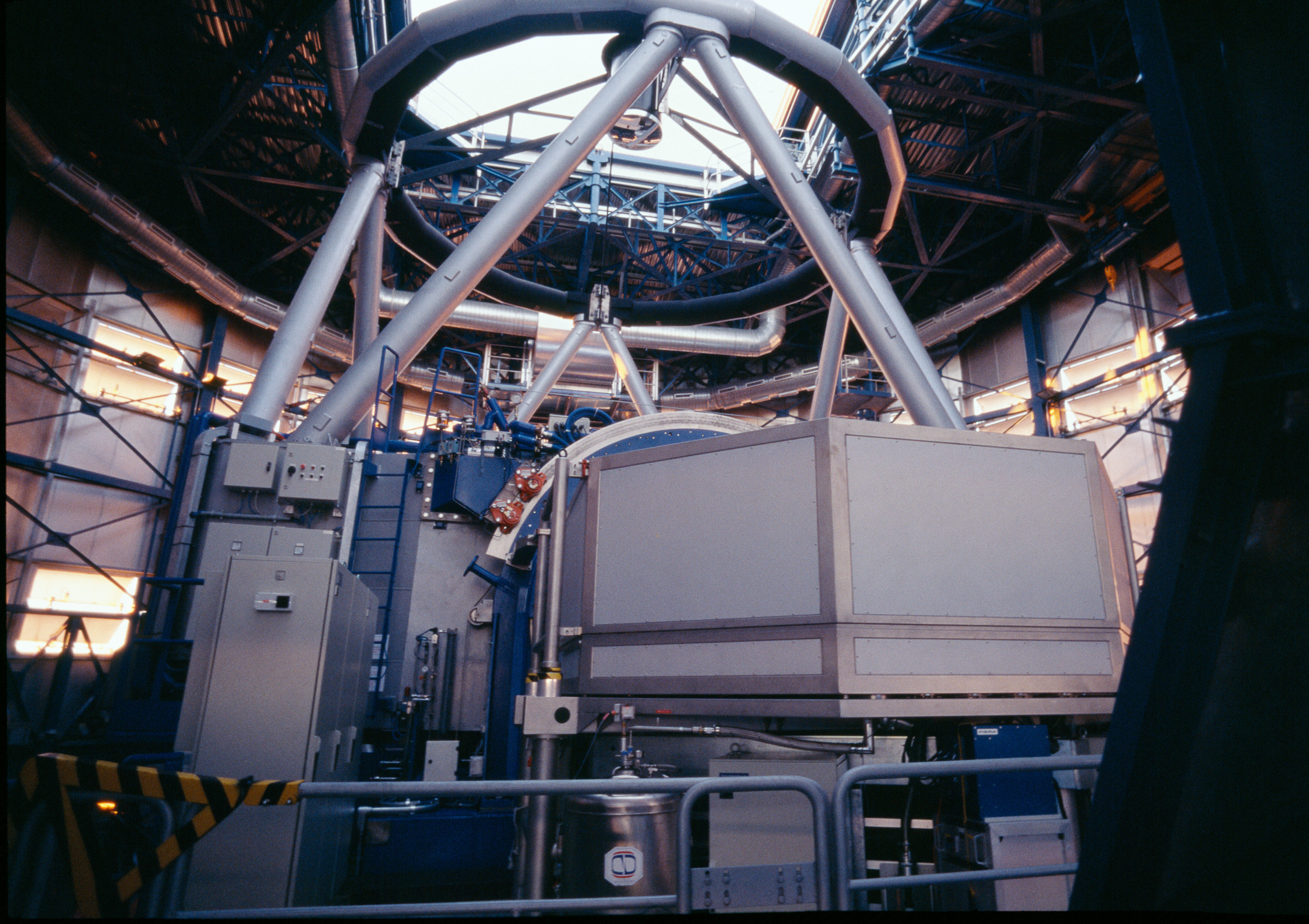
VLT UT2（奥）とUVES（右手前にある箱型の装置）

UVES (Ultraviolet Visual Echelle Spectrograph)とは、超大型望遠鏡VLTで1999年から使用されている天体観測用分光器である。

## 性能と設計
UVESはVLTを構成する四台の8.2m望遠鏡のうちの一台（UT2, Kueyen)のナスミス焦点の1つ（ナスミスB焦点）のプラットフォーム上に設置されている。望遠鏡との接続に光ファイバーは使わず、直接光束を受け入れる方式になっている。
UVESは300–1100 nmという広い波長カバー範囲と最大でR=110,000という高い波長分解能を持つ分光器である。波長カバー範囲を広げるために装置に入射した光束をダイクロイックミラーで紫外線～青色光をカバーするチャンネル（ブルーアーム）と赤色光～赤外線をカバーするチャンネル（レッドアーム）に分割している。それぞれのチャンネルには独立したエシェル回折格子、クロス分散素子、CCD検出器が備わっている。最大波長分解能はブルーアームがR=80,000、レッドアームがR＝110,000である。
UVESは測定の安定性にある程度配慮した設計で、ヨウ素蒸気セルを使用する波長較正システムをオプションとして使用することができる。しかし視線速度の測定精度は高くなく、小惑星ジュノーを較正光源として用いた研究では測定値に10-50m/sレベルの変動があることが判明している。
UVESが採り入れた先駆的な設計要素はそれ以降の天体観測用の高分散分光器の設計に大きな影響を与えたといわれている
高精度視線速度系外惑星探査装置 (HARPS) は装置としてのコンセプトはUVESと大きく異なるが、光学設計自体はUVESの影響を強く受けている。
ホビー・エバリー望遠鏡で使用されているHRS分光器はUVESのマルチチャンネル機能を廃止したものを設計の基礎としている。

## 開発
UVESの開発は1990年に始まった。1992年時点での計画では1997年にVLT・UT2に設置される予定だったが、実際にはファーストライトは1999年9月、定常利用の開始は2000年4月からになった。また当初は2台の同型機UVES2を製造する計画だったが、他の観測機器の開発に人的資源を回す必要からUVES2の製造は見送られた。UVES2は完成していればVLT・UT4のナスミス焦点に設置されるはずだった。
1990年にVLTの観測装置整備計画が公開され、これに基づいてUVESの基本構想が纏められ、1992年にレビューを通過し本格的な開発が始まった。当初のコンセプトは、それ以前に新技術望遠鏡で使用されていたEMMI分光器を発展させた中/高分散紫外/可視光分光器というものであった。
1994年、アメリカのW・M・ケック天文台で高分散分光器HIRESの運用が始まった。HIRESはUVESに似た機能を持ちながらもケック天文台の10m望遠鏡との組み合わせにおいてUVESよりも優れた性能を発揮したため、最先端の分光器として開発されていたUVES計画にも大きな影響を与えた。これ以降HIRESとUVESの間で激しい性能競争が行われ、開発の初期段階にあったUVESにはHIRESを上回る性能を持たせるべく設計変更が加えられた。一方でHIRESもUVESの完成後にCCDの一新を含むハードウェアの大規模なアップデートを行い、性能を向上させている。